# Pytho depressus
Pytho depressus ist ein Käfer aus der Familie der Drachenkäfer (Pythidae).

## Merkmale
Die Käfer werden 7,5 bis 16 Millimeter lang. Ihr Körper ist abgeflacht und glänzend stahlblau bis violett, seltener auch rostrot gefärbt. Junge Tiere haben eine hellbraune Färbung. Die Fühler und Beine sind rostbraun. Die Oberlippe (Labrum) ist drei Mal so lang wie breit und vorne gerade. Die Mandibeln sind grob punktiert und an der Spitze kreisrund. Der Halsschild ist im vordersten Drittel am breitesten und basal verjüngt. Mittig befindet sich eine kleine, beidseits davon eine größere Einbuchtung. Die Deckflügel (Elytren) sind hinten leicht verbreitert. Der Hinterleib ist rötlich gefärbt. Die Art kann mit Pytho abieticola verwechselt werden. Diese Art ist jedoch schwarzbraun gefärbt, hat eine nur 2,5 Mal so lange wie breite Oberlippe und der Halsschild hat seine breiteste Stelle mittig und ist vorne und hinten verjüngt. Auch mit Pytho kolwensis aus Nordeuropa kann die Art verwechselt werden; diese Art besitzt jedoch Mandibeln mit winkelig abgeknickten Spitzen und einen Halsschild, der vor der Basis verjüngt und außerdem vorne fein gerandet ist.

## Vorkommen und Lebensweise
Die Art ist in Europa bis in den Hohen Norden verbreitet und kommt auch am Kaukasus und östlich bis nach Sibirien vor. In Schottland tritt die Art lokal auf. Sie besiedelt Wälder vom Flachland bis in Höhen von 2200 Metern in den Alpen. Die Larven leben ähnlich wie die der Gattung Pyrochroa (Familie der Feuerkäfer) direkt unter der Rinde trockener, abgestorbener Kiefern und stellen ihre Puppenwiege aus Holzsplittern her. Sie bevorzugen Nadelholz, wie z. B. Kiefern und Fichten.

## Belege